# Харолд Фостер
Харолд Фостер (енгл. Harold Rudolf Foster; Халифакс, 16. август 1892 — Спринг Хил, 25. јул 1982), познатији као Хал Фостер, био је канадско-амерички цртач стрипова и сценариста.
Дебитовао је у стрипу 1928. адаптацијом Тарзана Едгара Рајса Бероуза. Најпознатији је као творац стрипа Принц Валијант започетог 1937. године. Његов цртачки стил се одликовао високим нивоом заната и пажњом према детаљима.
Његови стрипови се објављују у Србији/Југославији почев од Тарзана у београдском листу Цртани филм 1935. године.